# Жемганг
Жемганг (на дзонгкха: གཞལམ་སྒང་རྫོང་ཁག་) е един от 20-те окръга на Бутан. Населението му е 17 763 жители (по преброяване от май 2017 г.), а площта 2416 кв. км. Намира се в часова зона UTC+6. ISO кодът му е BT-34.